# Tongtianxiang (sockenhuvudort i Kina, Jiangxi Sheng, lat 28,33, long 115,81)
Tongtianxiang är en sockenhuvudort i Kina. Den ligger i provinsen Jiangxi, i den sydöstra delen av landet, omkring 40 kilometer söder om provinshuvudstaden Nanchang. Antalet invånare är 37 257. Befolkningen består av 17 929 kvinnor och 19 328 män. Barn under 15 år utgör 26,0 %, vuxna 15-64 år 67 %, och äldre över 65 år 5,0 %.
Runt Tongtianxiang är det tätbefolkat, med 459 invånare per kvadratkilometer. Närmaste större samhälle är Xiangtang, 18,3 km nordost om Tongtianxiang. Trakten runt Tongtianxiang består till största delen av jordbruksmark.
Genomsnittlig årsnederbörd är 2 190 millimeter. Den regnigaste månaden är juni, med i genomsnitt 367 mm nederbörd, och den torraste är oktober, med 28 mm nederbörd.